# Puntillita
Puntillita, pseudonimo di Manuel Licea Lamouth (Holguín, 4 gennaio 1927 – L'Avana, 4 dicembre 2000), è stato un cantante cubano, attivo dagli anni ‘40 agli anni '50 e, successivamente, dal 1996 quando è entrato a far parte del gruppo Afro-Cuban All Stars.
Nato nel piccolo villaggio di Yareyal vicino a Holguín ha iniziato a cantare da giovanissimo con l'Orquesta Escorcia. Trasferitosi a L'Avana nel 1945, all'età di 18 anni, è stato subito notato da Julio Cuevas, trombettista nonché direttore d'orchestra, molto noto a Parigi, che lo volle nella sua orchestra al fianco del primo cantante Orlando Guerra "Cascarita".
Nei primi anni '50 ha raggiunto la popolarità cantando come solista o prima voce con le più grandi bande di L'Avana tra cui quelle di Adolfo Guzman, Roberto Faz e Cascarito; a Città del Messico ha cantato con Celia Cruz e Beny Moré e ha suonato al Caberet Antillano con il leggendario Sonara Matancera. In quegli anni ha partecipato anche a diversi festival musicali oltre che in molti programmi radiofonici e televisivi.
Dopo quasi mezzo secolo Puntillita viene contattato da Juan de Marcos González per la costituzione del gruppo Afro-Cuban All Stars. Egli accetta e lì incontra i vecchi soneros che, ad eccezione di Pío Leyva, erano ormai dimenticati: Ibrahim Ferrer, Raul Planas, Felix Baloy. Tra il 1996 e il 1997 partecipa alle registrazioni dell'album A Toda Cuba le Gusta e dell'album e film Buena Vista Social Club. Nella canzone El Cuarto de Tula viene impegnato in un famoso duello a tre con Eliades Ochoa e Ibrahim Ferrer. Nel 1999 registra il secondo album con il gruppo Afro-Cuban All Stars.
Nel 2000, molto colpito dalla morte della moglie, Manuel Licea "Puntillita" muore pochi mesi dopo di lei, all'età di 73 anni.